# Metopoceras solituda
Metopoceras solituda là một loài bướm đêm thuộc họ Noctuidae. Nó được tìm thấy ở eremic parts của Châu Phi, northto tây nam Iran và Cận Đông, ở đó nó occurs ở Ả Rập Xê Út, the Sinai ở Ai Cập, Israel, Jordan, Liban và Syria.
Con trưởng thành bay từ tháng 3 đến tháng 4. Có một lứa một năm.

## Phụ loài
- Metopoceras solituda solituda
- Metopoceras solituda eutychina (Israel,...)